# Somewhere Back in Time World Tour
Il Somewhere Back In Time World Tour è il tour della band heavy metal Iron Maiden effettuato nel 2008.

## Notizie generali
La prima parte del Somewhere Back In Time World Tour ha aperto a Mumbai, in India, il 1º febbraio 2008 e da qui arriverà a toccare l'Australia, il Giappone, gli Stati Uniti e il Messico, vedendo le prime esibizioni della band in Paesi come la Colombia e la Costa Rica, dopodiché si snoderà attraverso Brasile, Argentina, Cile, Porto Rico e New York, per terminare infine a Toronto il 16 marzo. In questo periodo di 45 giorni è già stato previsto che i Maiden suoneranno davanti a più di un milione di fan in 21 città in 10 stati, volando quasi per 50.000 miglia (circa 80.000 chilometri) sul loro aereo privato.
La partenza del tour ha coinciso con la pubblicazione in DVD del Live After Death, la leggendaria registrazione delle quattro serate di concerto dei Maiden alla Long Beach Arena, in California, nel 1984.

## Gruppi di supporto
I gruppi di supporto per questo tour saranno:
- Prima parte: Lauren Harris, Vanishing Point, Behind Crimson Eyes, Parikrama e Rata Blanca (in America Latina).
- Seconda parte: Lauren Harris, Anthrax (30-31 maggio) e Trivium (14 giugno).
- Terza parte: Lauren Harris, Within Temptation (solo al Twickenham Stadium e al TT di Assen), Kamelot (solo al TT di Assen), Avenged Sevenfold (non tutti i concerti), Made of Hate (solo a Varsavia), Salamandra (solo a Praga) e Slayer (solo a Lisbona).

## Date e tappe

### Date del Tour in Asia/Oceania/America (Febbraio/Marzo 2008)
| India            |                              |             |                               |        |        |      |
| 1º febbraio 2008 | Mumbai                       | India       | Bandra-Kurla complex          | 30.000 | 30.000 | 100% |
| Australia        |                              |             |                               |        |        |      |
| 4 febbraio 2008  | Perth                        | Australia   | Burswood Dome                 | 14.000 | 14.000 | 100% |
| 6 febbraio 2008  | Melbourne                    | Australia   | Rod Laver Arena               | 11.000 | 11.000 | 100% |
| 7 febbraio 2008  | Melbourne                    | Australia   | Rod Laver Arena               | 11.000 | 11.000 | 100% |
| 9 febbraio 2008  | Sydney                       | Australia   | Acer Arena                    | 14.000 | 14.000 | 100% |
| 10 febbraio 2008 | Sydney                       | Australia   | Acer Arena                    | 14.000 | 14.000 | 100% |
| 12 febbraio 2008 | Brisbane                     | Australia   | Entertainment Centre          | 13.500 | 13.500 | 100% |
| Giappone         |                              |             |                               |        |        |      |
| 15 febbraio 2008 | Yokohama                     | Giappone    | Pacifico                      | 4.000  | 4.000  | 100% |
| 16 febbraio 2008 | Tokyo                        | Giappone    | Messe                         | 10.000 | 10.000 | 100% |
| America          |                              |             |                               |        |        |      |
| 19 febbraio 2008 | Los Angeles                  | Stati Uniti | The Forum                     | 14.000 | 14.000 | 100% |
| 21 febbraio 2008 | Guadalajara                  | Messico     | Telmex Auditorium             | 11.000 | 11.000 | 100% |
| 22 febbraio 2008 | Monterrey                    | Messico     | Monterrey Arena               | 20.000 | 20.000 | 100% |
| 24 febbraio 2008 | Città del Messico            | Messico     | Foro Sol                      | 52.000 | 55.000 | 97%  |
| 26 febbraio 2008 | San José                     | Costa Rica  | Estadio Ricardo Saprissa Aymá | 30.000 | 30.000 | 100% |
| 28 febbraio 2008 | Bogotà                       | Colombia    | Simon Bolivar Park            | 50.000 | 50.000 | 100% |
| 2 marzo 2008     | San Paolo                    | Brasile     | Palmeiras Stadium             | 42.000 | 42.000 | 100% |
| 4 marzo 2008     | Curitiba                     | Brasile     | Pedreira                      | 20.000 | 20.000 | 100% |
| 5 marzo 2008     | Porto Alegre                 | Brasile     | Gigantinho                    | 13.000 | 13.000 | 100% |
| 7 marzo 2008     | Buenos Aires                 | Argentina   | Ferrocarril Oeste Stadium     | 25.000 | 25.000 | 100% |
| 9 marzo 2008     | Santiago del Cile            | Cile        | Pista Atletica                | 30.000 | 30.000 | 100% |
| 12 marzo 2008    | San Juan                     | Porto Rico  | Coliseo de Puerto Rico        | 18.000 | 18.000 | 100% |
| 14 marzo 2008    | East Rutherford (New Jersey) | Stati Uniti | Izod Center                   | 15.000 | 15.000 | 100% |
| 16 marzo 2008    | Toronto                      | Canada      | Air Canada Centre             | 14.000 | 14.000 | 100% |

### Date del Tour in Nord America (Maggio/Giugno 2008)
| Nord America   |                             |             |                               |        |        |      |
| 21 maggio 2008 | San Antonio (Texas)         | Stati Uniti | Verizon Wireless              | 13.667 | 19.982 | 68%  |
| 22 maggio 2008 | Houston (Texas)             | Stati Uniti | Woodlands                     | 11.108 | 15.861 | 70%  |
| 25 maggio 2008 | Albuquerque (Nuovo Messico) | Stati Uniti | Journal Pavilion              | 14.973 | 14.973 | 100% |
| 26 maggio 2008 | Phoenix                     | Stati Uniti | Cricket Pavilion              | 11.435 | 19.921 | 57%  |
| 28 maggio 2008 | Concord (California)        | Stati Uniti | Concord                       | 12.500 | 12.500 | 100% |
| 30 maggio 2008 | Irvine (California)         | Stati Uniti | Verizon Wireless Amphitheatre | 16.133 | 16.133 | 100% |
| 31 maggio 2008 | Irvine (California)         | Stati Uniti | Verizon Wireless Amphitheatre | 16.133 | 16.133 | 100% |
| 2 giugno 2008  | Auburn (Washington)         | Stati Uniti | White River Amphitheater      | 13.188 | 19.508 | 68%  |

### Date del Tour in Europa (Giugno/Agosto 2008)
| Europa         |           |                 |                                  |          |         |        |
| 27 giugno 2008 | Bologna   | Italia          | Gods of Metal                    | 30.000   | 40.000  | 90%    |
| 29 giugno 2008 | Dessel    | Belgio          | Graspop Metal Meeting            | 55.000   | 55.000  | 100%   |
| 1º luglio 2008 | Parigi    | Francia         | Palais omnisports de Paris-Bercy | 17.500   | 17.500  | 100%   |
| 2 luglio 2008  | Parigi    | Francia         | Palais omnisports de Paris-Bercy | 17.500   | 17.500  | 100%   |
| 5 luglio 2008  | Londra    | Inghilterra     | Twickenham Stadium               | 50.000   | 55.000  | 90,91% |
| 9 luglio 2008  | Lisbona   | Portogallo      | Super Bock Super Rock            | 700 000  | 900 000 | 77,78% |
| 11 luglio 2008 | Mérida    | Spagna          | Via de la Plata Festival         | 25.000   | 25.000  | 100%   |
| 16 luglio 2008 | Stoccolma | Svezia          | Stockholm Olympic Stadium        | 31.500   | 31.500  | 100%   |
| 18 luglio 2008 | Helsinki  | Finlandia       | Olympic Stadium                  | 41.500   | 41.500  | 100%   |
| 19 luglio 2008 | Tampere   | Finlandia       | Ratina Stadium                   | 30.000   | 30.000  | 100%   |
| 22 luglio 2008 | Trondheim | Norvegia        | Lerkendal Stadium                | 24 000   | 24 000  | 100%   |
| 24 luglio 2008 | Oslo      | Norvegia        | Valle Hovin                      | 25.000 * | 30.000  | 83%    |
| 26 luglio 2008 | Göteborg  | Svezia          | Ullevi                           | 50.500   | 50.500  | 100%   |
| 27 luglio 2008 | Horsens   | Danimarca       | Horsens Gods Bane Pladsen        | 25.000   | 25.000  | 100%   |
| 31 luglio 2008 | Wacken    | Germania        | Wacken Open Air                  | 70.000   | 70.000  | 100%   |
| 2 agosto 2008  | Atene     | Grecia          | Terra Vibe Park                  | 35.000   | 35.000  | 100%   |
| 4 agosto 2008  | Bucarest  | Romania         | Cotroceni Stadium                | 25.000   | 25.000  | 100%   |
| 7 agosto 2008  | Varsavia  | Polonia         | Gwardia Stadium                  | 29.000   | 29.000  | 100%   |
| 8 agosto 2008  | Praga     | Repubblica Ceca | SK Slavia Praha                  | 35.000   | 35.000  | 100%   |
| 10 agosto 2008 | Spalato   | Croazia         | Split Stadium                    | 27.650   | 30.000  | 92,16% |
| 12 agosto 2008 | Budapest  | Ungheria        | Sziget Festival                  | 74.000   | 74.000  | 100%   |
| 14 agosto 2008 | Basilea   | Svizzera        | St. Jakobshalle                  | 9.000    | 9.000   | 100%   |
| 16 agosto 2008 | Assen     | Paesi Bassi     | TT Circuit Assen                 | 25.000   | 25.000  | 100%   |

- Biglietti venduti sinora.

### Date del Tour in Asia/Oceania (Febbraio 2009)
| 13 febbraio 2009 | Dubai        | Emirati Arabi Uniti | Media City Amphitheatre | 12 000 | 12 000 | 100% |
| 15 febbraio 2009 | Bangalore    | India               | Palace Grounds          | 37 000 | 37 000 | 100% |
| Oceania          |              |                     |                         |        |        |      |
| 20 febbraio 2009 | Auckland     | Nuova Zelanda       | Mount Smart Stadium     | 20 000 | 20 000 | 100% |
| 22 febbraio 2009 | Christchurch | Nuova Zelanda       | Westpac Arena           | 9 000  | 9 000  | 100% |

### Date del Tour in America (Febbraio/Aprile 2009)
| 25 febbraio 2009 | Monterrey         | Messico     | Estadio Universitario               | 30 500     | 35 000  | 86%  |
| 26 febbraio 2009 | Guadalajara       | Messico     | Arena VFG                           | 11 800 (*) | 13 600  | 90%  |
| 28 febbraio 2009 | Città del Messico | Messico     | Foro Sol                            | 51 000     | 54 000  | 95%  |
| 3 marzo 2009     | Alajuela          | Costa Rica  | Estadio Alejandro Morera Soto       | 22 000     | 22 000  | 100% |
| 5 marzo 2009     | Caracas           | Venezuela   | Estacionamiento Poliedro de Caracas | 25 000     | 25 000  | 100% |
| 7 marzo 2009     | Bogotà            | Colombia    | Simon Bolivar Park                  | 40.000     | 40.000  | 100% |
| 10 marzo 2009    | Quito             | Ecuador     | Estadio Aucas                       | 35 000     | 35 000  | 100% |
| 12 marzo 2009    | Manaus            | Brasile     | Sambodromo                          | 20 000     | 20 000  | 100% |
| 14 marzo 2009    | Rio de Janeiro    | Brasile     | Praça da Apoteose                   | 22 000     | 22 000  | 100% |
| 15 marzo 2009    | San Paolo         | Brasile     | Autodromo de Interlagos             | 100 000    | 100 000 | 100% |
| 18 marzo 2009    | Belo Horizonte    | Brasile     | Mineirinho                          | 22 000     | 22 000  | 100% |
| 20 marzo 2009    | Brasilia          | Brasile     | Estádio Mané Garrincha              | 28 000     | 28 000  | 100% |
| 22 marzo 2009    | Santiago del Cile | Cile        | Club Hipico Santiago                | 63 000     | 63 000  | 100% |
| 26 marzo 2009    | Lima              | Perù        | Estadio Nacional                    | 40 000     | 40 000  | 100% |
| 28 marzo 2009    | Buenos Aires      | Argentina   | Estadio Vélez Sarsfield             | 50 000     | 50 000  | 100% |
| 31 marzo 2009    | Recife            | Brasile     | Jockey Club de Pernambuco           | 28 000     | 28 000  | 100% |
| 2 aprile 2009    | Sunrise           | Stati Uniti | BankAtlantic Center                 | 21 000     | 21 000  | 100% |

## Scaletta 2008
1. Intro. Discorso di Winston Churchill.
2. Aces High
3. 2 Minutes to Midnight
4. Revelations
5. The Trooper
6. Wasted Years
7. The Number of the Beast
8. Can I Play with Madness
9. Rime of The Ancient Mariner
10. Powerslave
11. Heaven Can Wait
12. Run to the Hills
13. Fear of The Dark
14. Iron Maiden
15. Moonchild
16. The Clairvoyant
17. Hallowed Be Thy Name

## Scaletta 2009
1. Intro.Doctor Doctor/ Transylvania/Churchill's Speech
2. Aces High
3. 2 Minutes to Midnight
4. Wrathchild
5. Children of the Damned
6. Phantom of the Opera
7. The Trooper
8. Wasted Years
9. Rime of the Ancient Mariner
10. Powerslave
11. Run to the Hills
12. Fear of The Dark
13. Hallowed Be Thy Name
14. Iron Maiden
15. The Number of The Beast
16. The Evil That Men Do
17. Sanctuary

## Formazione
Gruppo
- Bruce Dickinson – voce
- Dave Murray – chitarra
- Janick Gers – chitarra
- Adrian Smith – chitarra, cori
- Steve Harris – basso, cori
- Nicko McBrain – batteria, percussioni

Altri musicisti
- Michael Kenney – tastiere